# جون ألدن (سياسي)
جون ألدن هو سياسي أمريكي، ولد في 15 ديسمبر 1942 في داربي (بنسيلفانيا) في الولايات المتحدة، وتوفي في 6 يونيو 1990 في سان دييغو في الولايات المتحدة. نشط حزبياً في الحزب الجمهوري. وقد انتخب عضو مجلس نواب بنسيلفانيا ‏.